# Pascal Aubier
Pascal Aubier   (15è districte de París, 7 de gener de 1943 - 6è districte de París, 5 d'abril de 2025) va ser un actor, director, guionista, editor i productor de cinema francès.
Pascal Aubier era fill de l'actriu Zanie Campan i de Jean Aubier. També era el pare biològic de Jacob Bourguignon, fill de la còmica Anémone. El 2020, el llibre Le Dormeur, de Didier da Silva, va retratar el seu recorregut.

## Filmografia

### Actor

#### Cinema
- 1958 : Faibles femmes de Michel Boisrond
- 1964 : Lucky Jo de Michel Deville
- 1964 : La Bagnole, curtmetratge de José Varela
- 1965 : Pierrot el boig de Jean-Luc Godard : Le frère #2
- 1966 : Chappaqua
- 1967 : Mamaia de José Varela : Manager
- 1968 : La Fille d'en face de Jean-Daniel Simon : Georges
- 1969 : Bye bye, Barbara de Michel Deville : Raphaël
- 1969 : Sirokkó de Miklós Jancsó : Tihomir
- 1969 : L'Examen du petit
- 1969 : La Bande à Bonnot de Philippe Fourastié : Eugène Dieudonné
- 1971 : Valparaiso, Valparaiso
- 1972 : Le Soldat et les Trois Sœurs
- 1979 : Rien ne va plus de Jean-Michel Ribes : Client d'hôpital, Voyageur du métro, Jean-Gabriel
- 1980 : Bobo la tête : L'officier
- 1980 : Ma blonde, entends-tu dans la ville ? de René Gilson : Syndicaliste
- 1981 : Le Rat
- 1982 : Laissé inachevé à Tokyo d'Olivier Assayas
- 1983 : Debout les crabes, la mer monte ! de Jean-Jacques Grand-Jouan : Le maton
- 1984 : Les Favoris de la lune d'Otar Iosseliani : Monsieur Laplace
- 1986 : Hôtel du paradis : Jefe de camareros
- 1986 : Les Petits coins
- 1987 : Cinématon #903 de Gérard Courant
- 1988 : La Trajectoire amoureuse
- 1989 : Mona et moi de Patrick Grandperret
- 1990 : Le Bal du gouverneur de Marie-France Pisier : Le gardien du phare
- 1991 : Sushi Sushi de Laurent Perrin : Schlumpelmeyer
- 1991 : Le Rescapé d'Okacha Touita
- 1992 : La Chasse aux papillons de Otar Iosseliani
- 1994 : La Mort de Molière (video) : Chapelle
- 1999 : Le Cri des hommes : Commissaire Péron
- 2000 : Amnesia : French Suitor
- 2002 : Lundi matin de Otar Iosseliani : Un cosaque
- 2006 : Un jardin d'automne : Alphonse

#### Televisió
- 1982 : Rock: L'impresario Guzzi Smith
- 1988 : Hemingway
- 1995 : Les Femmes et les enfants d'abord: Max Theniez

#### director
- 1965 : Tenebrae factae sunt
- 1968 : Monsieur Jean-Claude Vaucherin
- 1969 : Le Voyage de Monsieur Guitton
- 1969 : Arthur, Arthur
- 1971 : Valparaiso, Valparaiso
- 1972 : Le Soldat et les Trois Sœurs
- 1974 : Puzzle
- 1974 : Le Dormeur
- 1974 : La Champignonne
- 1973 : La Mort du rat
- 1975 : Le Chant du départ
- 1986 : L'Apparition
- 1986 : Les Petits coins
- 1987 : La Sauteuse (de l'ange)
- 1986 : La Cendre
- 1985 : Flash back
- 1988 : La Trajectoire amoureuse
- 1991 : Alice et les Abysses
- 1995 : Le Fils de Gascogne
- 1999 : Lipstick
- 2000 : Come On
- 2007 : La Ballade du transsibérien et de la petite Sophie de France

#### Guionista
- 1965 : Tenebrae factae sunt
- 1968 : Monsieur Jean-Claude Vaucherin
- 1969 : Arthur, Arthur
- 1971 : Valparaiso, Valparaiso
- 1975 : La Mort du rat
- 1986 : L'Apparition
- 1986 : Les Petits coins
- 1987 : La Sauteuse (de l'ange)
- 1988 : La Trajectoire amoureuse

#### Productor
- 1973 : L'Agression
- 1968 : Marie et le Curé de Diourka Medveczky
- 1969 : L'Espace vital de Patrice Leconte (curtmetratge)
- 1969 : Dossier Penarroya, les deux visages du trust de Dominique Dubosc (curtmetratge)
- 2000 : Come On

## Nominacions
- Premi Jean-Vigo 1973